# Каньяда-де-Калатрава (шаховий фестиваль)
Каньяда-де-Калатрава - шаховий фестиваль, який відбувся в іспанському муніципалітеті Каньяда-де-Калатрава у 2006 і 2007 роках.
Фестиваль складався з кількох турнірів з різним контролем часу.

## Перший шаховий фестиваль Каньяда-де-Калатрава 2006
- Міжнародний турнір: 177 учасників

Переможці:
1. Олександр Грищук 7,5 очка.
2. Шахріяр Мамед'яров 7,5 очка.

- Турнір за системою Фішера: 155 учасників

Переможці:
1. Франсіско Вальєхо Понс 7,5 очка.
2. Євген Наєр 7,5 очка.
3. Олексій Александров 7,5 очка.
4. Шахріяр Мамед'яров 7,5 очка.

- Турнір з блискавичних шахів: 138 учасників, 5 хвилин на гравця

Переможці:
1. Шахріяр Мамед'яров 7,5 очка.
2. Франсіско Вальєхо Понс 7,5 очка.
3. Володимир Поткін 7,5 очка.
4. Етьєн Бакро 7,5 очка.
5. Олексій Александров 7,5 очка.

- Турнір зі швидких шахів (25 хвилин на гравця)

Переможці:
1. Шахріяр Мамед'яров 7,5 очка.
2. Крістіан Бауер 7,5 очка.
3. Франсіско Вальєхо Понс 7,5 очка.

## Другий шаховий фестиваль Каньяда-де-Калатрава 2007
- Міжнародний турнір зі швидких шахів, 240 учасників:

Ігрові дні 6, 7 і 8 квітня 2007 року.
Переможці:
1. Олексій Широв 	 7½ 	 	(40½)
2. Даніель Фрідман 	 7½ 	 	(40)
3. Іван Соколов 	 7½ 	 	(39)
4. Борис Гельфанд 7½ 	 	(38½)
5. Юдіт Полгар 	 7
6. Шахріяр Мамед'яров 	7
7. Олександр Грищук 	7
8. Лоран Фрессіне 	7
9. Михайло Красенков 	7
10. Василь Іванчук 	7
11. Володимир Баклан 	 7
12. Вішванатан Ананд 	7
13. Каміль Мітонь 	 7

- Турнір за системою Фішера 6 квітня 2007 року:

Переможці:
1. Олексій Широв 	 8
2. Крішнан Сашікіран 	 7½
3. Лоран Фрессіне 	 7½
4. Василь Іванчук 	 7½
5. Олександр Грищук 	 7½

- Турнір з блискавичних шахів, 3 хвилини + 2 секунди на хід кожному гравцеві.

7 квітня 2007:
Переможці:
1. Василь Іванчук 8½
2. Рауф Мамедов 	 7½
3. Олександр Грищук 7½
4. Вадим Мілов 	 7½
5. Олександр Зубов 7½
6. Міхаїл Марін 	 7½